# Świebodzin
Świebodzin (del alemán: Schwiebus) es una ciudad del noroeste de Polonia, la capital del condado del mismo nombre, y perteneciente al voivodato de Lubusz según la vigente división administrativa de Polonia del año 1998, ya que anteriormente pertenecía al voivodato de Zielona Góra (1950-1998).
La población de Świebodzin a 31 de diciembre de 2004 era de 24.757 habitantes
Su importancia estratégica viene dada por su cercanía a la frontera alemana (70 km) así como su proximidad a Berlín (130 km) y a su vez a centros de negocios y grandes poblaciones polacas. Es el cruce de las carreteras DK2 y DK3.
Sobre el año 1319 ya se tienen datos de un lugar llamado Świebodzin que, aparte de su situación favorable para el comercio, también fue un puesto defensivo por encontrarse en la zona más elevada. El nombre de la cercana ciudad Zielona Góra y del antiguo voivodato al que da nombre significa «montaña verde».

## Otras designaciones
Como a lo largo de la historia Polonia ha tenido distintas fronteras o ha estado ocupada en su totalidad, la ciudad también ha sido llamada:
- Desde 1251 – Schwibussen
- desde 1302 – Swebosin
- hasta 1945 – Schwiebus

## Edificios singulares

### Parroquia de San Miguel

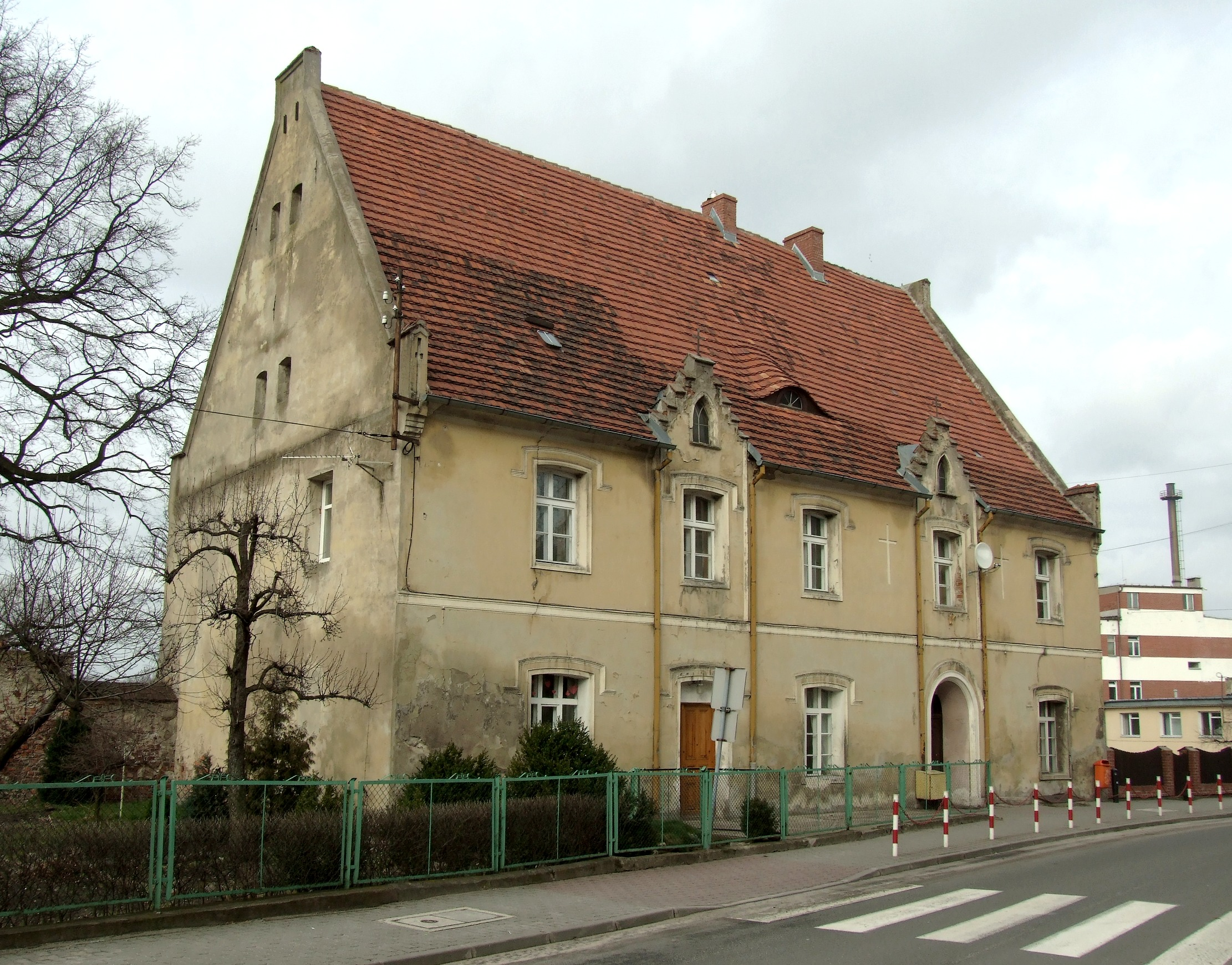
Escuela Municipal

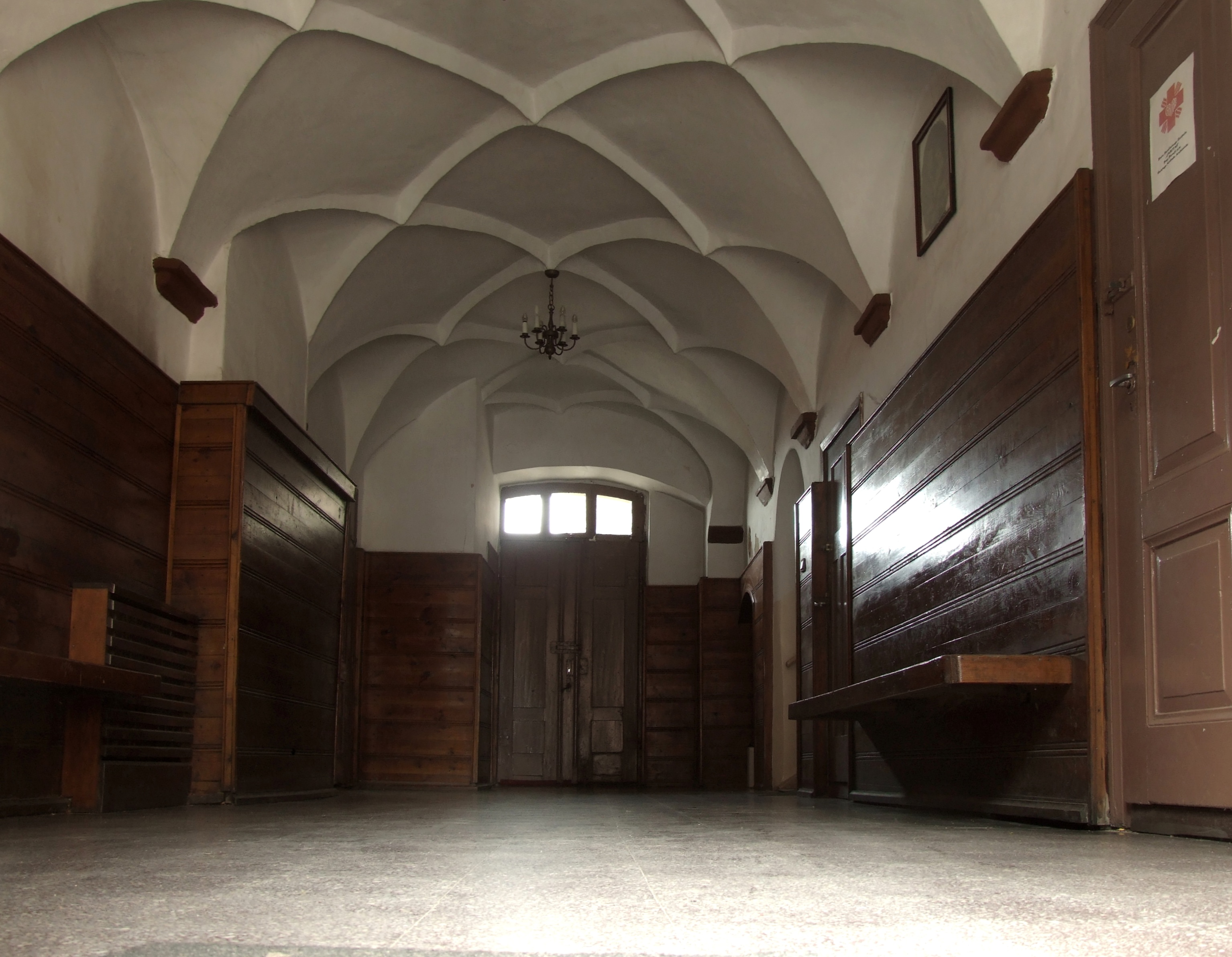
Interior de la escuela

El edificio parroquial data del siglo XV, construido en honor de san Miguel (en polaco: św. Michała), parte del mismo fue destruido y reconstruido en el siglo XX. Documentación fidedigna[¿cuál?] ya habla de una parroquia construida de madera en honor de san Miguel en el mismo emplazamiento en el año 1311.

### El segundo Cristo más alto del mundo

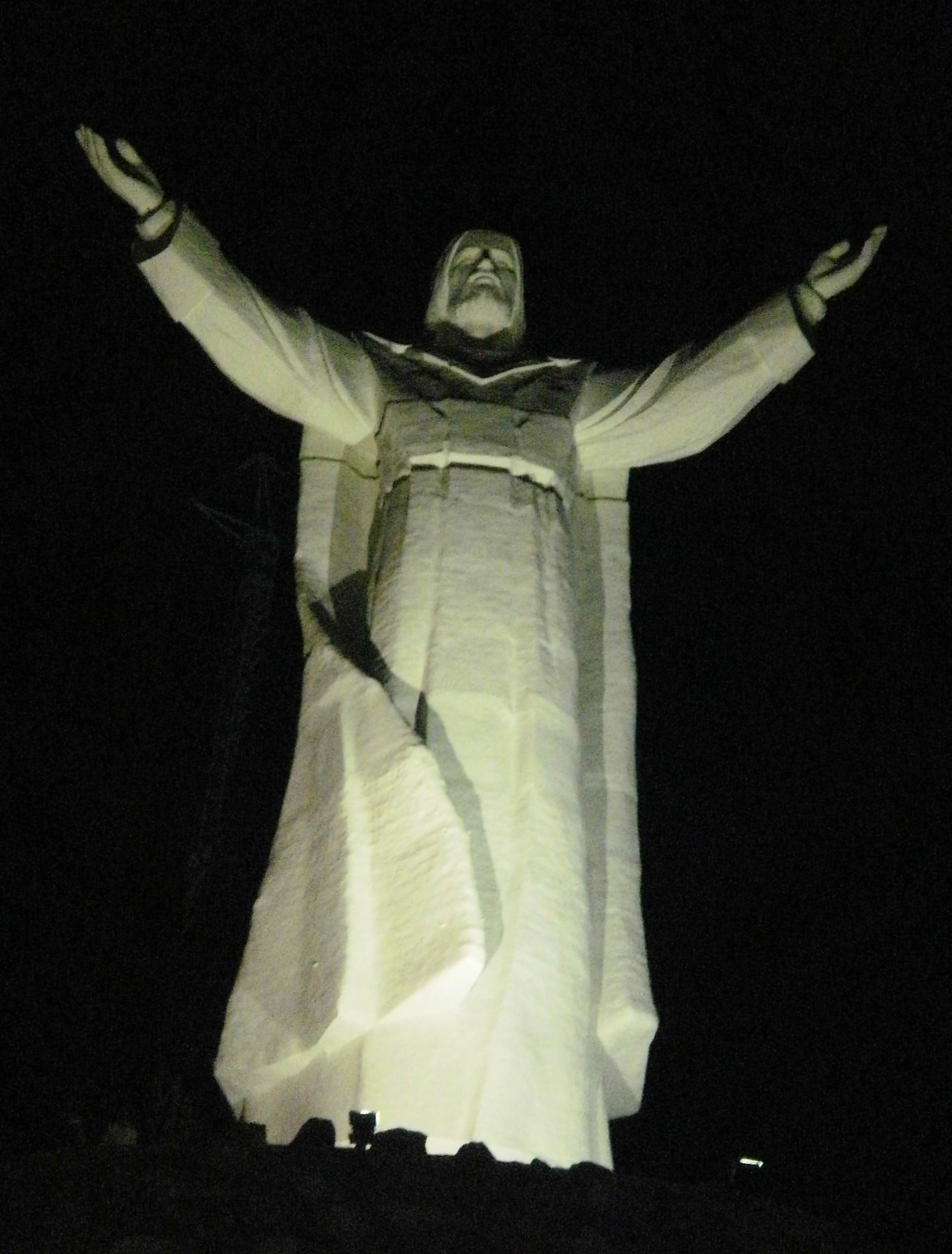
Estatua de Cristo Rey.

La construcción de la estatua de Cristo Rey, la segunda más alta del mundo, con sus 33 metros, más alta que el Cristo Redentor en Río de Janeiro (Brasil) que tiene 30 m, superada con 1,20 m por el Cristo de la Concordia de Cochabamba (Bolivia) que tiene 34,20 m, se terminó de construir el sábado 6 de noviembre de 2010.